# Оберцеремоніймейстер
Оберцеремоніймейстер (рос. Обер-церемониймейстер, від нім. Oberceremonienmeister — «старший майстер церемоній») — придворний чин в Російській імперії III класу в 1800—1844 роках і II класу з 1844 року в Табелі про ранги. Запроваджений 1727 року. Відповідав за процедурну сторону двірцевих церемоній.